# Happō
Happō (八峰町?) è una cittadina giapponese della prefettura di Akita.